# Герлок (Меріленд)
Герлок (англ. Hurlock) — місто (англ. town) в США, в окрузі Дорчестер штату Меріленд. Населення — 2070 осіб (2020).

## Географія
Герлок розташований за координатами 38°37′33″ пн. ш. 75°52′3″ зх. д. / 38.62583° пн. ш. 75.86750° зх. д. (38.625739, -75.867462).  За даними Бюро перепису населення США в 2010 році місто мало площу 7,48 км², з яких 6,89 км² — суходіл та 0,58 км² — водойми.

## Демографія
Згідно з переписом 2010 року, у місті мешкали 2092 особи в 788 домогосподарствах у складі 536 родин. Густота населення становила 280 осіб/км².  Було 903 помешкання (121/км²).
Расовий склад населення:
| - 55,0 % — білих - 37,5 % — чорних або афроамериканців - 0,8 % — азіатів - 0,6 % — корінних американців - 3,5 % — осіб інших рас |

До двох чи більше рас належало 2,6 %. Частка іспаномовних становила 6,7 % від усіх жителів.
За віковим діапазоном населення розподілялося таким чином: 27,5 % — особи молодші 18 років, 60,3 % — особи у віці 18—64 років, 12,2 % — особи у віці 65 років та старші. Медіана віку мешканця становила 36,0 року. На 100 осіб жіночої статі у місті припадало 94,2 чоловіків;  на 100 жінок у віці від 18 років та старших — 87,7 чоловіків також старших 18 років.
Середній дохід на одне домашнє господарство  становив 47 922 долари США (медіана — 36 352), а середній дохід на одну сім'ю — 50 874 долари (медіана — 35 958). Медіана доходів становила 41 486 доларів для чоловіків та 30 588 доларів для жінок. За межею бідності перебувало 24,6 % осіб, у тому числі 44,8 % дітей у віці до 18 років та 7,3 % осіб у віці 65 років та старших.
Цивільне працевлаштоване населення становило 774 особи. Основні галузі зайнятості: виробництво — 15,5 %, освіта, охорона здоров'я та соціальна допомога — 15,5 %, науковці, спеціалісти, менеджери — 15,2 %.